# Thibaud Ier de Vermandois
Thibaud, dit aussi Thibaud d'Ostie, (né en France et mort le 4 novembre 1188 à Rome) est un cardinal français du XIIe siècle. Il est membre de l'ordre de Cluny.

## Biographie
Thibaud est prieur de Saint-Arnoul de Crépy, abbé de Saint-Basle à Verzy, administrateur de l'abbaye de Fleury, et abbé de l'abbaye de Cluny de 1180 à 1184. 
Le pape Alexandre III le crée cardinal du titre de Sainte-Croix-de-Jérusalem lors du consistoire de 1171. Puis il devient évêque cardinal du diocèse d'Ostie-Velletri de 1183 à 1188. 
Thibaud participe à l'élection de Lucius III en 1181, d'Urbain III en 1185, de Grégoire VIII en 1187 et de la deuxième élection de 1187, lors de laquelle Thibaud  lui-même est élu pape, mais il décline en faveur de Paolo Scolari, qui devient  Clément III.